# Osip Bové
Joseph Bové (en ruso: Осип Иванович Бове, Ósip Ivánovich Bové) (San Petersburgo, 4 de noviembre de 1784 — Moscú, 28 de junio de 1834) fue un arquitecto neoclásico ruso con raíces italianas que supervisó la reconstrucción de Moscú luego del incendio de 1812.

## Biografía
Bové nació en San Petersburgo en la familia de Vincenzo Giovanni Bova, un pintor de Nápoles quien se había radicado en 1782 en Rusia. Tenía dos hermanos más jóvenes, Michaele y Alessandro, quienes también se formaron en las artes de la arquitectura y posteriormente fueron sus socios. Poco después del nacimiento de Joseph, la familia se mudó a Moscú.
Desde 1802 a 1807 concurre a la escuela de arquitectura en la Expedition de la construcción del Kremlin. A partir de 1807, trabajó como asistente de Matvéi Kazakov y Carlo Rossi en Moscú y Tver. Como empleado a tiempo completo de la Expedition, participó en varios trabajos de mantenimiento del Kremlin.
En 1813, luego del incendio de Moscú de 1812 que afectó a casi toda la ciudad, Bové fue contratado por la Comisión de Construcción de Moscú y se lo designó para que liderara el "Departamento de Fachadas", responsable por la aprobación de los diseños de las fachadas nuevas y de hacer cumplir la ubicación de los edificios de acuerdo al nuevo plan maestro de calles. Sin embargo el plan, no fue completado sino hasta 1817. Había tantos constructores privados que Bové y la ciudad no lograban controlarlos. El emperador Alejandro I, durante una visita a Moscú, se puso furioso al observar edificios pintados con todo tipo de colores, especialmente de rojo profundo y verde oscuro, y aprobó un decreto por el que limitó la paleta de colores de la ciudad a un rango más modesto de colores pálidos.
Mientras que la familia Giliardi reconstruía los más importantes edificios públicos tales como la Universidad de Moscú, Bové estaba ocupado diseñando y reconstruyendo las nuevas plazas centrales de Moscú y la Plaza Roja. Su proyecto más conocido, la Plaza del Teatro, fue finalizado en 1825, sin embargo tanto el teatro Bolshói y el teatro Maly fueron reconstruidos con posterioridad, y la plaza perdió su simetría neoclásica. En efecto, la mayoría de los edificios que diseñó fueron demolidos por accidentes o desarrolladores de propiedad:
- Locales comerciales en la Plaza Roja (1815), con un domo rotonda que se asemeja al domo del Palacio del Senado de Kazakov, fueron demolidos en la década de 1880 para hacer lugar para locales comerciales superiores de mayores dimensiones.
- La mansión de la familia Gagarin en el Bulevar Novinski fue destruida en un raid aéreo en 1941.
- El Arco de Triunfo de Tverskaya Zastava (1827–1834) fue demolido en 1938; en la década de 1960 se construyó una copia en el distrito de Dorogomílovo.
- El edificio histórico en el 26 de Bulevar Tverskói y su vecindario fueron demolidos por la empresa de desarrollo de Konstantín Ernst en 2003 a 2005.